# Watchtower
Watchtower é uma banda de thrash metal e metal progressivo de Austin, Texas. São citados como influências de várias bandas de heavy metal, assim como de bandas populares de metal progressivo como Dream Theater.
Seu álbum de estreia, Energetic Disassembly, foi lançado em 1985 e é considerado como um hino na história de metal progressivo. Em 1989, Watchtower lança o seu segundo álbum, intitulado Control and Resistance, com Ron Jarzombek em uma guitarra.
Vários membros seguiram outros projectos, incluindo Ron Jarzombek e seu projecto solo Spastic Ink; Jason McMaster se uniu a Dangerous Toys e o projecto de Doug e Rick chamado Retarded Elf.
A banda se reuniu em 1999 com a formação original, e tinha planejado lançar um novo álbum em 2006 que se chamaria Mathematics, mas acabou sendo cancelado por conflitos entre os integrantes. Em 2016 foi lançado o EP Concepts of Math: Book One.

## Membros
- Alan Tecchio - voz (1989–1990, 2010, 2015–presente)
- Ron Jarzombek - guitarra (1986–1991, 1999–presente)
- Doug Keyser - baixo  (1982–1991, 1999–presente)
- Rick Colaluca - baterista  (1982–1991, 1999–presente)

## Ex-membros
- Jason McMaster - voz (1982–1988, 1999–2009)
- Billy White - guitarra (1982–1986)
- Mike Soliz - voz (1988–1989)

## Discografia
- Energetic Disassembly (Zombo Records, 1985)
- Control and Resistance (Noise International, 1989)
- Demonstrations in Chaos (coletânea, Monster Records, 2002)
- Mathematics (não finalizado)
- Concepts of Math: Book One (Prosthetic Records, 2016)